# Aziatische auto in 1977
Dit artikel geeft een overzicht van alle Aziatische personenwagens geproduceerd in 1977 door een belangrijke autoconstructeur. De auto's staan alfabetisch gerangschikt per merk. Hier staan enkel Aziatische merken, ongeacht of ze eigendom zijn van een niet-Aziatisch concern. Ook gaat het om constructeurs die algemeen bekend zijn met auto's die algemeen voor het publiek verkrijgbaar zijn. 
| Daihatsu |                  | concern:       | Toyota Japan |
| Daihatsu | divisie:         |                |              |
| Daihatsu | merk:            | Daihatsu Japan |              |
| Daihatsu | model:           | Charade        |              |
| Daihatsu | einde productie: | 1983           |              |
| Daihatsu | productieaantal: | ?              |              |

| Daihatsu |                  | concern:       | Toyota Japan |
| Daihatsu | divisie:         |                |              |
| Daihatsu | merk:            | Daihatsu Japan |              |
| Daihatsu | model:           | Cuore          |              |
| Daihatsu | einde productie: | 1980           |              |
| Daihatsu | productieaantal: | ?              |              |

| Honda |                  | concern:    | Onafhankelijk |
| Honda | divisie:         |             |               |
| Honda | merk:            | Honda Japan |               |
| Honda | model:           | Accord      |               |
| Honda | einde productie: | 1981        |               |
| Honda | productieaantal: | ?           |               |

| Honda |                  | concern:    | Onafhankelijk |
| Honda | divisie:         |             |               |
| Honda | merk:            | Honda Japan |               |
| Honda | model:           | Civic 5p    |               |
| Honda | einde productie: | 1979        |               |
| Honda | productieaantal: | ?           |               |

| Hyundai Motor Company |                  | concern:                         | Onafhankelijk |
| Hyundai Motor Company | divisie:         |                                  |               |
| Hyundai Motor Company | merk:            | Hyundai Motor Company Zuid-Korea |               |
| Hyundai Motor Company | model:           | Pony wagon/-                     |               |
| Hyundai Motor Company | einde productie: | 1984                             |               |
| Hyundai Motor Company | productieaantal: | ?                                |               |

| Isuzu |                  | concern:    | Onafhankelijk |
| Isuzu | divisie:         |             |               |
| Isuzu | merk:            | Isuzu Japan |               |
| Isuzu | model:           | Florian     |               |
| Isuzu | einde productie: | 1983        |               |
| Isuzu | productieaantal: | ?           |               |

| Mazda |                  | concern:    | Onafhankelijk |
| Mazda | divisie:         |             |               |
| Mazda | merk:            | Mazda Japan |               |
| Mazda | model:           | 121 L/-     |               |
| Mazda | einde productie: | 1981/1982   |               |
| Mazda | productieaantal: | ?           |               |

| Mazda |                  | concern:    | Onafhankelijk |
| Mazda | divisie:         |             |               |
| Mazda | merk:            | Mazda Japan |               |
| Mazda | model:           | 929 Break   |               |
| Mazda | einde productie: | 1982        |               |
| Mazda | productieaantal: | ?           |               |

| Mazda |                  | concern:     | Onafhankelijk |
| Mazda | divisie:         |              |               |
| Mazda | merk:            | Mazda Japan  |               |
| Mazda | model:           | 323 -/estate |               |
| Mazda | einde productie: | 1980         |               |
| Mazda | productieaantal: | ?            |               |

| Mitsubishi |                  | concern:         | Onafhankelijk |
| Mitsubishi | divisie:         |                  |               |
| Mitsubishi | merk:            | Mitsubishi Japan |               |
| Mitsubishi | model:           | Minica           |               |
| Mitsubishi | einde productie: | 1979             |               |
| Mitsubishi | productieaantal: | ?                |               |

| Mitsubishi |                  | concern:         | Onafhankelijk |
| Mitsubishi | divisie:         |                  |               |
| Mitsubishi | merk:            | Mitsubishi Japan |               |
| Mitsubishi | model:           | Colt             |               |
| Mitsubishi | einde productie: | 1982             |               |
| Mitsubishi | productieaantal: | ?                |               |

| Mitsubishi |                  | concern:         | Onafhankelijk |
| Mitsubishi | divisie:         |                  |               |
| Mitsubishi | merk:            | Mitsubishi Japan |               |
| Mitsubishi | model:           | Mirage           |               |
| Mitsubishi | einde productie: | 1982             |               |
| Mitsubishi | productieaantal: | ?                |               |

| Mitsubishi |                  | concern:         | Onafhankelijk |
| Mitsubishi | divisie:         |                  |               |
| Mitsubishi | merk:            | Mitsubishi Japan |               |
| Mitsubishi | model:           | Sapporo          |               |
| Mitsubishi | einde productie: | 1982             |               |
| Mitsubishi | productieaantal: | ?                |               |

| Mitsubishi |                  | concern:         | Onafhankelijk |
| Mitsubishi | divisie:         |                  |               |
| Mitsubishi | merk:            | Mitsubishi Japan |               |
| Mitsubishi | model:           | Galant break/-   |               |
| Mitsubishi | einde productie: | 1979             |               |
| Mitsubishi | productieaantal: | ?                |               |

| Nissan |                  | concern:     | Onafhankelijk |
| Nissan | divisie:         |              |               |
| Nissan | merk:            | Nissan Japan |               |
| Nissan | model:           | Laurel C230  |               |
| Nissan | einde productie: | 1981         |               |
| Nissan | productieaantal: | ?            |               |

| Nissan |                  | concern:     | Onafhankelijk |
| Nissan | divisie:         |              |               |
| Nissan | merk:            | Nissan Japan |               |
| Nissan | model:           | Stanza A10   |               |
| Nissan | einde productie: | 1980         |               |
| Nissan | productieaantal: | ?            |               |

| Nissan |                  | concern:           | Onafhankelijk |
| Nissan | divisie:         |                    |               |
| Nissan | merk:            | Nissan Japan       |               |
| Nissan | model:           | Skyline 240 K/C210 |               |
| Nissan | einde productie: | 1981               |               |
| Nissan | productieaantal: | ?                  |               |

| Nissan |                  | concern:                 | Onafhankelijk |
| Nissan | divisie:         |                          |               |
| Nissan | merk:            | Nissan Japan             |               |
| Nissan | model:           | Sunny break/3-5p/4p B310 |               |
| Nissan | einde productie: | 1981/1980/1981           |               |
| Nissan | productieaantal: | ?                        |               |

| Nissan |                  | concern:          | Onafhankelijk |
| Nissan | divisie:         |                   |               |
| Nissan | merk:            | Nissan Japan      |               |
| Nissan | model:           | Violet Auster A10 |               |
| Nissan | einde productie: | 1981              |               |
| Nissan | productieaantal: | ?                 |               |

| Rom Carmel |                  | concern:          | Onafhankelijk |
| Rom Carmel | divisie:         |                   |               |
| Rom Carmel | merk:            | Rom Carmel Israël |               |
| Rom Carmel | model:           | 1301 sedan        |               |
| Rom Carmel | einde productie: | 1982              |               |
| Rom Carmel | productieaantal: | ?                 |               |

| Subaru |                  | concern:     | Onafhankelijk |
| Subaru | divisie:         |              |               |
| Subaru | merk:            | Subaru Japan |               |
| Subaru | model:           | Coupe        |               |
| Subaru | einde productie: | 1984         |               |
| Subaru | productieaantal: | ?            |               |

| Subaru |                  | concern:           | Onafhankelijk |
| Subaru | divisie:         |                    |               |
| Subaru | merk:            | Subaru Japan       |               |
| Subaru | model:           | DL Station wagon/- |               |
| Subaru | einde productie: | 1984               |               |
| Subaru | productieaantal: | ?                  |               |

| Suzuki |                  | concern:     | Onafhankelijk |
| Suzuki | divisie:         |              |               |
| Suzuki | merk:            | Suzuki Japan |               |
| Suzuki | model:           | Cervo        |               |
| Suzuki | einde productie: | 1982         |               |
| Suzuki | productieaantal: | ?            |               |

| Suzuki |                  | concern:     | Onafhankelijk |
| Suzuki | divisie:         |              |               |
| Suzuki | merk:            | Suzuki Japan |               |
| Suzuki | model:           | SC100        |               |
| Suzuki | einde productie: | 1982         |               |
| Suzuki | productieaantal: | ?            |               |

| Suzuki |                  | concern:     | Onafhankelijk |
| Suzuki | divisie:         |              |               |
| Suzuki | merk:            | Suzuki Japan |               |
| Suzuki | model:           | Fronte       |               |
| Suzuki | einde productie: | 1979         |               |
| Suzuki | productieaantal: | ?            |               |